# 에디 페퍼럴
에디 페퍼럴(영어: Eddie Pepperell, 1991년 4월 7일 ~ )은 영국 잉글랜드 출신의 프로 골프 선수이다. 2011년 프로 데뷔했고, 2018년 유러피언 투어 카타르 마스터스 경기에서 우승했다.
그는 2019년 11월 터키에서 열린 PGA 유러피언 투어 경기에서 가진 공을 모두 물에 떨어뜨리고 실격당했다.